# 冰粉
冰粉，又称木瓜水，是一种流行于中国西南地区，用石花树（或称冰粉树）的籽凝结制作而成的食品，口味以甜为主。在湖北的宜昌荆州地区，以石花树的名字命名冰粉为石花，命名方式与台湾的爱玉类似。
传统的吃法为在块状的冰粉之上，加入红糖或白糖水，再添加山楂碎、糍粑、糯米团子以及各种果粒。在湖北的宜昌荆州地区，通常会以当地的三皮罐茶水加糖和薄荷作为溶液，并配上当地小吃「凉虾」一同食用。

## 图集

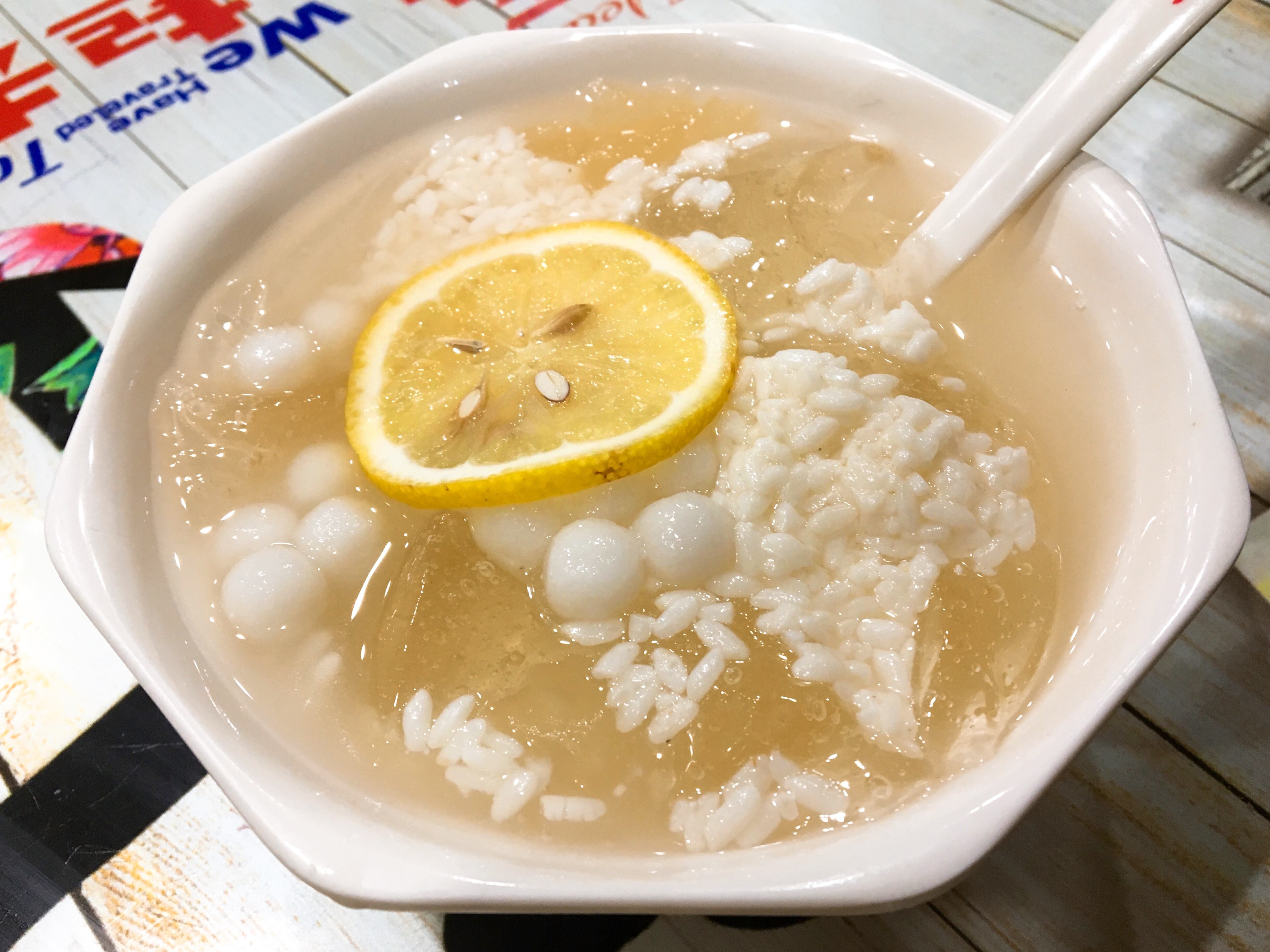
三鲜冰粉
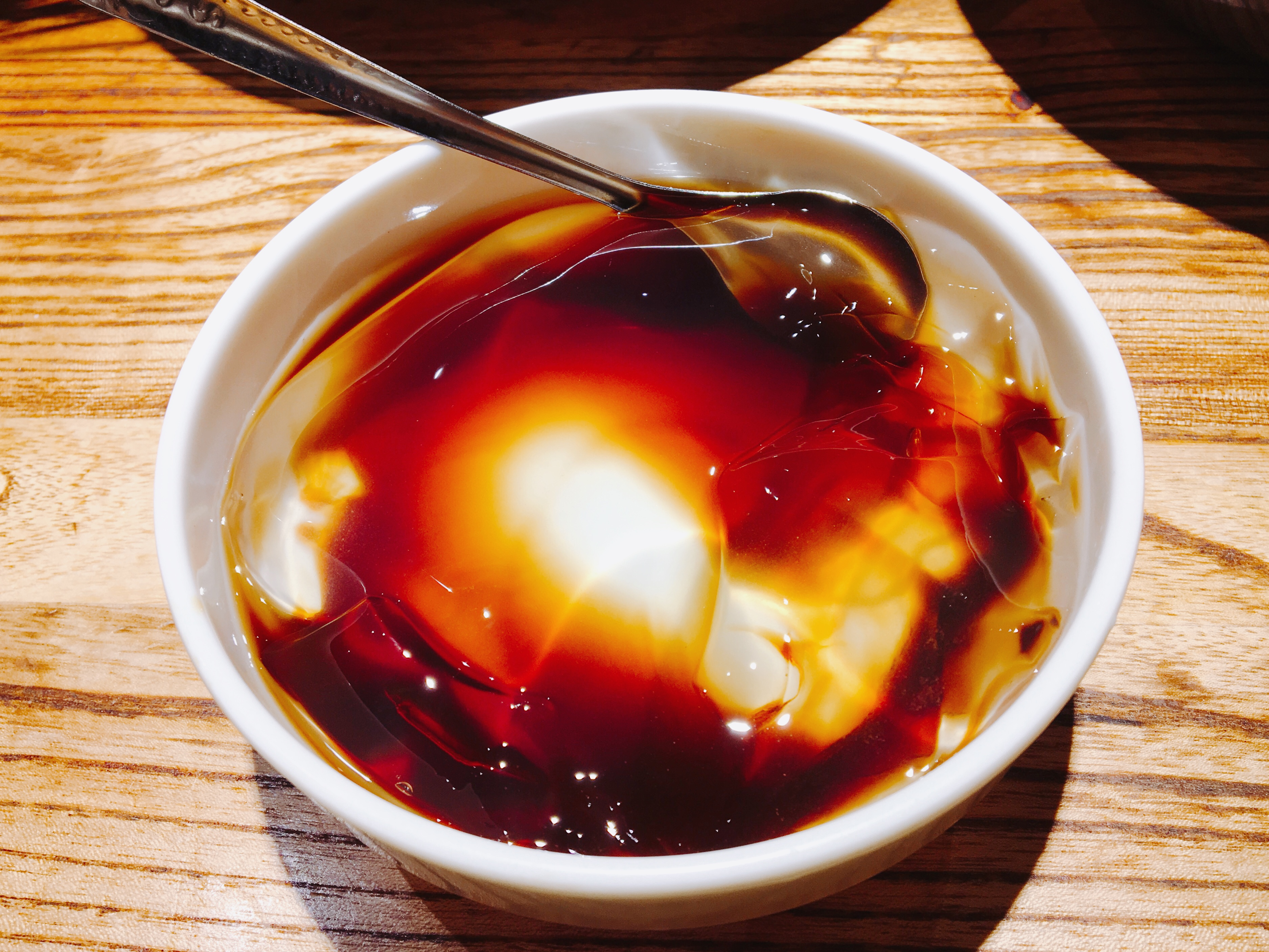
红糖冰粉
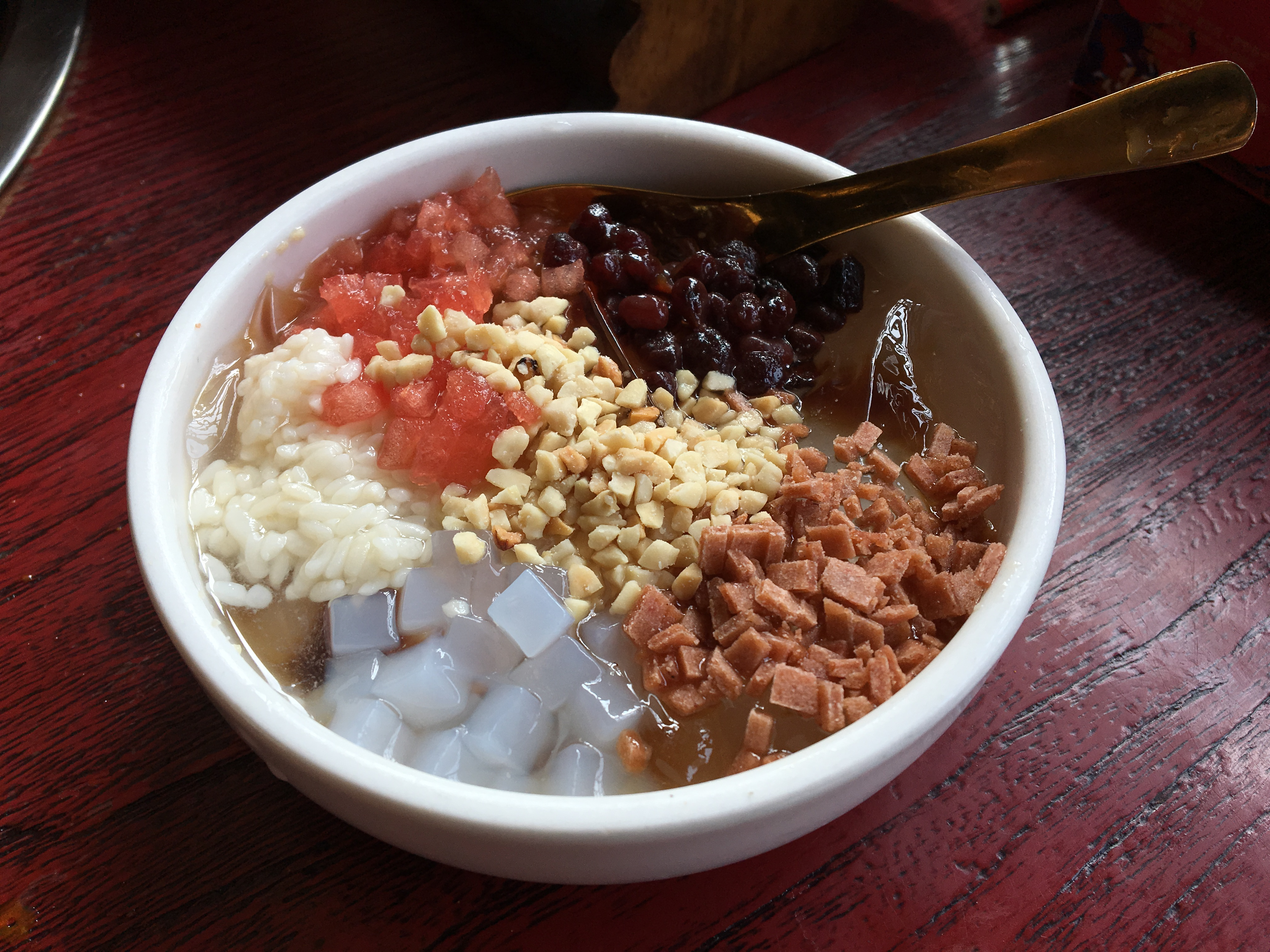
花式/什锦冰粉